# Marek Zelinka
Marek Zelinka (* 12. prosince 1986, Praha) je český profesionální tanečník, taneční lektor a choreograf.
Studoval na pražské HAMU. Účinkoval jako soutěžící v sedmé řadě taneční soutěže StarDance v páru s Marií Doležalovou. V této řadě nakonec zvítězili. V roce 2021 byl hlavním choreografem 11. řady StarDance.
Marie Doležalová se nakonec stala i jeho životní partnerkou. Mají spolu dvě děti: dceru Alfrédu (* 2018) a syna Rudolfa (* 2020).